# Merwedebrücke bei Gorinchem
Die Merwedebrücke bei Gorinchem (niederländisch Merwedebrug bij Gorinchem) überquert zwischen der niederländischen Stadt Gorinchem und der Gemeinde Altena die Boven-Merwede („Obere Merwede“), wie der Unterlauf der Waal in diesem Abschnitt des Rhein-Maas-Deltas heißt. Auf der 1959 bis 1961 errichteten doppelten Stabbogenbrücke mit Klappbrücke verläuft der Rijksweg A27, eine der wichtigsten Nord-Süd-Verbindungen der westlichen Niederlande. Das insgesamt 792,54 Meter lange Bauwerk befindet sich bei Rhein-Kilometer 956,90 und Kilometer 98,20 der niederländischen Wasserstraße 101 (Rhein–Waal–Boven-Merwede–Beneden-Merwede–Noord).
Bei der Hauptüberspannung handelt es sich um zwei Stahlbogen mit je zwei Hauptbalken und einer orthotropen Fahrbahnplatte als Zugband. Die Stützweiten der Bogenbrücken betragen jeweils 170 Meter. An der Nordseite befindet sich eine Klappbrücke mit einer Gesamtlänge von 36,5 Metern. Die bewegliche Holzfahrbahn ruht auf zwei Stahlbalken und ist 32 Meter lang. Die Brücke wird durch zwei Zahnstangen in einem Betriebskeller unter der Fahrbahn angetrieben. Dort befinden sich auch die Gegengewichte.
Die einzige Brücke über die Boven-Merwede wurde am 15. März 1961 von Königin Juliana eröffnet. Durch den zunehmenden Straßenverkehr ist die Brücke seit einigen Jahren stark überlastet. Bis 2020 soll die Konstruktion durch einen Neubau ersetzt werden. Dabei soll auch das Flussbett der Merwede verbreitert werden.

## Bildergalerie

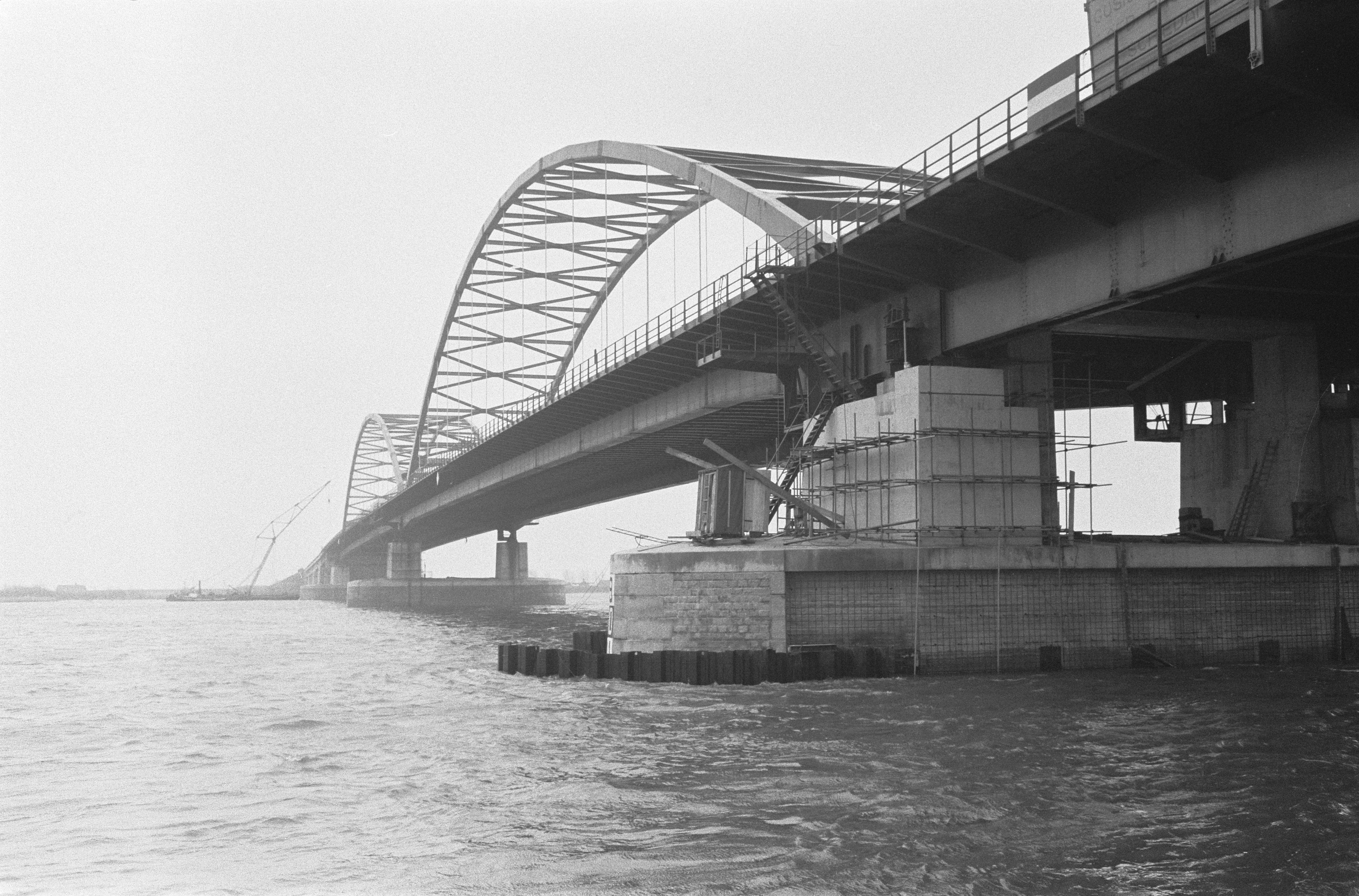
Bau der Merwedebrücke, Januar 1961
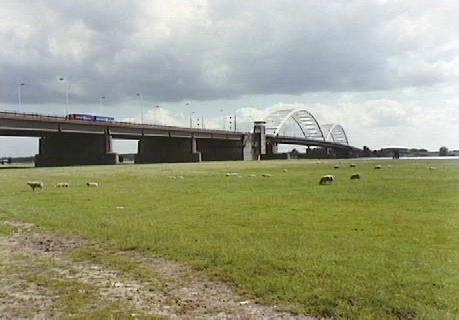
Merwedebrücke, 1994
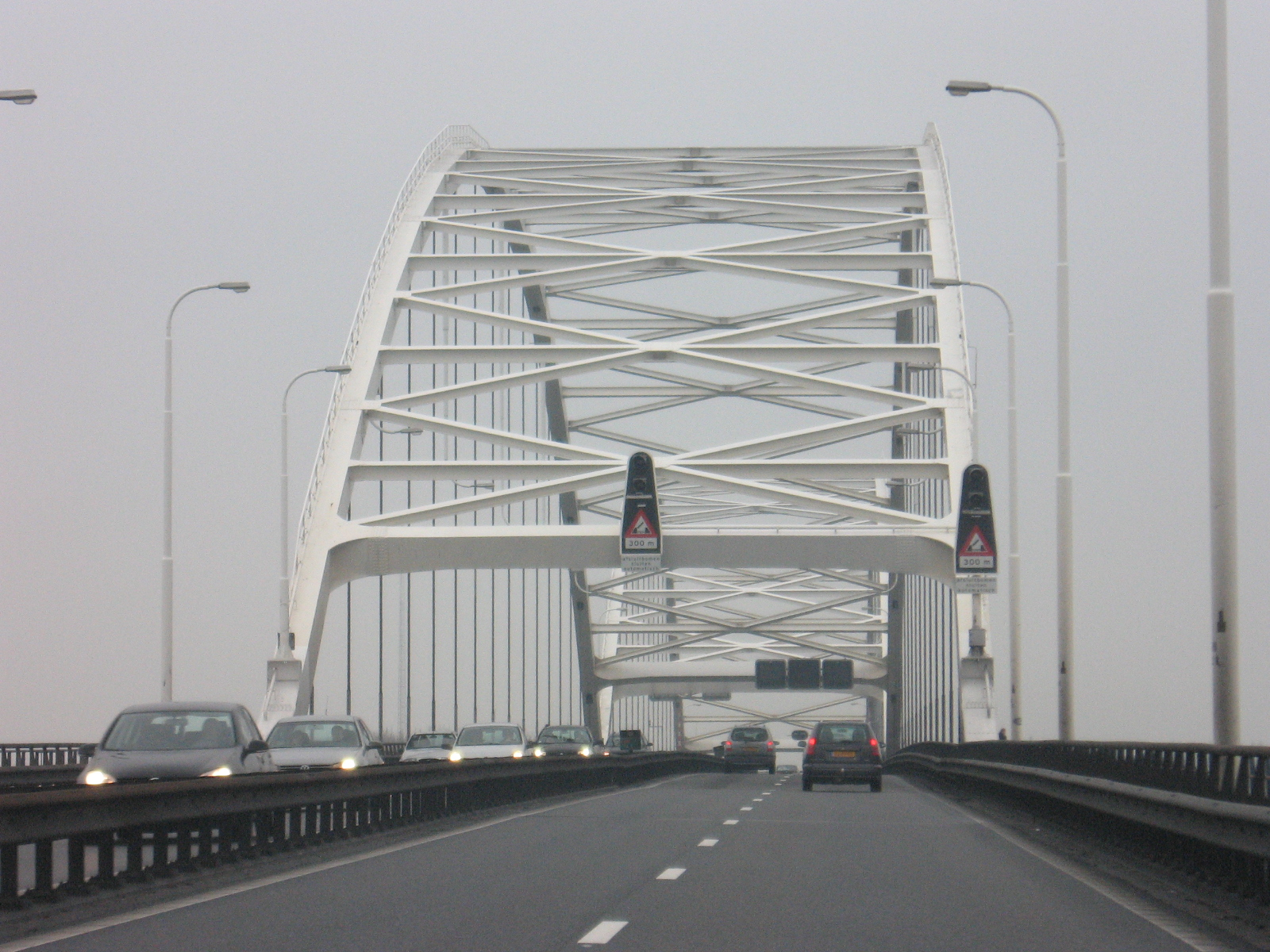
Merwedebrücke, 2007
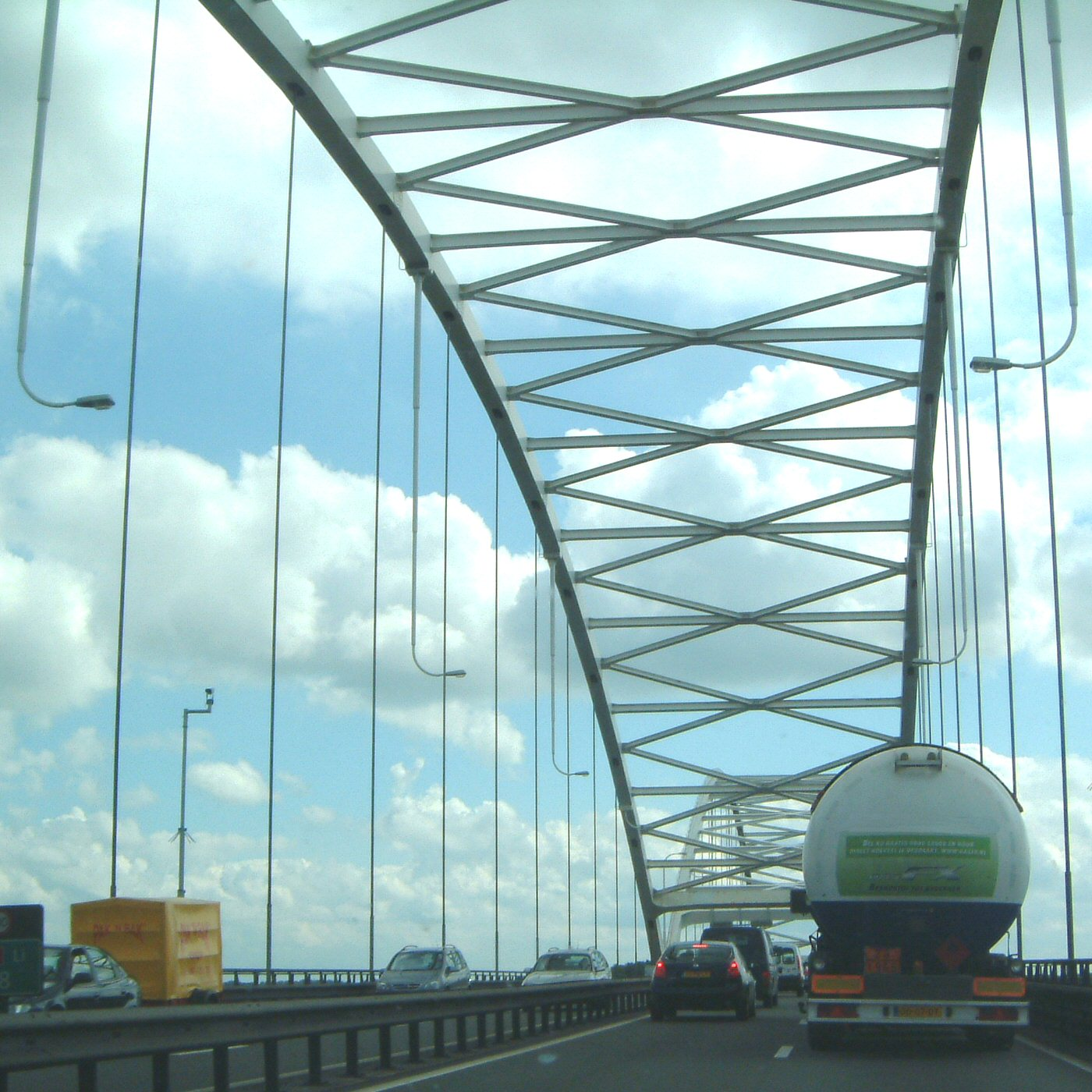
Merwedebrücke, 2007